# Margaharja
Margaharja is een bestuurslaag in het regentschap Ciamis van de provincie West-Java, Indonesië. Margaharja telt 4133 inwoners (volkstelling 2010).